# Florence Baker
Florence Baker lub Florence Barbara Marie Finnian, Florica Maria Sas, Maria Freiin von Sas, Barbara Maria Szász (ur. 6 sierpnia 1841 w Nagyenyed na Węgrzech, zm. 11 marca 1916) – urodzona na Węgrzech brytyjska odkrywczyni źródeł Nilu i Jeziora Alberta, podróżniczka.

## Życiorys
Przyszła na świat w Siedmiogrodzie należącej wówczas do Królestwa Węgier. Według tradycji rodzinnej była córką seklerskiego oficera z węgierskiej rodziny szlacheckiej von Sas (odgałęzienie rodu von Sass), posiadającej majątki w Transylwanii. W czasie powstania węgierskiego (1848) jej ojciec i bracia mieli zostać zabici na jej oczach. Jako nastolatka mówiła po węgiersku, niemiecku, rumuńsku i turecku. Mogła mieć 14 lat, kiedy w styczniu 1859 sprzedano ją jako niewolnicę w portowym mieście Widyń na terenie ówczesnego Imperium Osmańskiego. Uczestniczącą w targu niewolników dziewczynę, własność miejscowego paszy, dostrzegł Samuel Baker, który wraz z maharadżą Duleepem Singhem przebywali w okolicy, zatrzymując się Widyniu w czasie myśliwskiej podróży po Europie. Baker przekupił strażników, by dziewczyna mogła uciec. Florence stała się własnością Bakera. Pobrali się najprawdopodobniej w Bukareszcie. Baker planował powtórzyć ślub po powrocie do Anglii. W 1865 wzięli ślub w kościele św. Jakuba na Piccadilly w obecności rodziny Bakera. W dokumentach podano, że panna młoda nazywała się Florence Barbara Marie Finnian.
Bakerowie wyjechali do Afryki, gdzie Samuel prowadził wyprawę mającą na celu odnalezienie źródeł Nilu. W Gondokoro w dzisiejszym Sudanie Południowym Florencja uratowała wyprawę, łagodząc konflikt między mężem a nielojalnym personelem. W Gondokoro, bazie handlu kością słoniową i niewolnikami, miejscem, od którego należało ruszyć w pieszą wyprawę, Bakerowie spotkali Johna Hanninga Speke i Jamesa Augustusa Granta. Podróżnicy opowiedzieli im o swoich poszukiwaniach i zasugerowali, aby zbadać inną odnogę Nilu. W relacjach Speke i Granta nie pojawia się informacja o Florence Baker, taką bowiem umowę zawarli z jej mężem.
Florence i Samuel Bakerowie odkryli Wodospad Murchisona i Jezioro Alberta na terenach dzisiejszej Ugandy.
Po powrocie do Anglii zamieszkali w Hedenham Hall w Norfolk.
Po tym, jak Samuel Baker otrzymał tytuł szlachecki, jego żona została ogłoszona Lady Baker. Szczegóły ich spotkania utrzymywano w tajemnicy, ale plotki sprawiły, że królowa Wiktoria zdecydowała się wykluczyć Bakera z otoczenia dworskiego.
Kiedy w 1869 Samuel Baker został zaproszony przez Isma’ila Paszę do Afryki, by pomóc w wyeliminowaniu lub ograniczeniu handlu niewolnikami w okolicach Gondokoro jako generalny gubernator Nilu Równikowego, Florence Baker pojechała z mężem. Pracowała jako sanitariuszka. Brała udział w przegranej dla Europejczyków bitwie pod Bunyoro.
W 1873 małżonkowie zamieszkali w domu Sandford Orleigh w Newton Abbot w Devon. W lutym 1883 Charles Gordon poprosił Samuela Bakera o pomoc w ewakuacji ludzi z oblężonego Chartumu podczas powstania Mahdiego. Obecność Florence Baker została uznana za niezbędną, ale kobieta nie chciała wrócić do Afryki. Baker nie przyjął oferty. Zmarł w 1893.
Według spisu powszechnego Wielkiej Brytanii z 1901 Florence B.M. Baker mieszkała w Sandford, Orleigh w Highweek. Zapisano, że miała 58 lat i urodziła się na Węgrzech. Mieszkała z Ethel L. Baker, 46-letnią pasierbicą i ośmioma służącymi, w tym kucharzem i lokajem.
Została pochowana w grobowcu z mężem.

## Dziedzictwo
Bakerowie zostali umieszczeni na obrazie Severino Baraldiego zatytułowanym „Samuel Baker (1821–1893) i odkrycie Jeziora Alberta”.
Florence Baker, wraz z Delią Akeley, Christiną Dodwell, Mary Kingsley i Alexine Tinne, była bohaterką książki o kobietach-odkrywczyniach w Afryce, wydanej w 1997.
W 2019, w 155 rocznicę wyprawy na poszukiwania źródeł Nilu, László Kövér, przewodniczący węgierskiego Zgromadzenia Narodowego, odsłonił tablicę pamiątkową upamiętniającą jej podróże. Znajduje się w Parku Narodowym Wodospadu Murchisona w Ugandzie.